# Чутирське сільське поселення
Чути́рське сільське поселення — муніципальне утворення в складі Ігринського району Удмуртії, Росія. Адміністративний центр — село Чутир.
Населення — 1748 осіб (2015; 1787 в 2012, 1826 в 2010).

## Склад
До складу поселення входять такі населені пункти:
| Населений пункт       | Населення, осіб (2010) | Населення, осіб (2012) |
| --------------------- | ---------------------- | ---------------------- |
| Верх-Нязь, присілок   | 166                    | 201                    |
| Загребіно, присілок   | 22                     | 21                     |
| Ляльшур, присілок     | 37                     | 37                     |
| Нязь-Ворци, присілок  | 76                     | 80                     |
| Пазялі, присілок      | 4                      | 3                      |
| Удмурт-Лоза, присілок | 294                    | 285                    |
| Чемошур, присілок     | 272                    | 259                    |
| Чутир, село           | 922                    | 901                    |